# الإمبراطورية الحيثية
الحيثيون أحد الشعوب القديمة المتحدثة بلغة هندية أوروبية وأنشأت مملكتها المتمركزة في خاتوشا (الحيثية URU Ḫattuša) في شمال الأناضول في القرن الثامن عشر قبل الميلاد. في القرن الرابع عشر قبل الميلاد، بلغت مملكة الحيثيين ذروتها، شاملة وسط الأناضول وجنوب غرب سوريا وصولًا إلى أقصى حدود أوغاريت وبلاد الرافدين العليا وحكمت جزء كبير من الهلال الخصيب. حيث أسست دولة قوية عاصمتها خاتوشا. بعد عام 1180 قبل الميلاد، ووسط الاضطراب العام في بلاد الشام المرتبط بوصول شعوب البحر، تفككت المملكة إلى العديد من الدول «الحيثية الجديدة» وقد ظل بعضها قائمًا حتى أواخر القرن الثامن قبل الميلاد. تم التعرف على الحضارة الحيثية في الغالب من نصوص الكتابة المسمارية التي عُثر عليها في موقع مملكتهم، ومن المراسلات الدبلوماسية والتجارية الموجودة في المحفوظات المختلفة في مصر والشرق الأوسط.

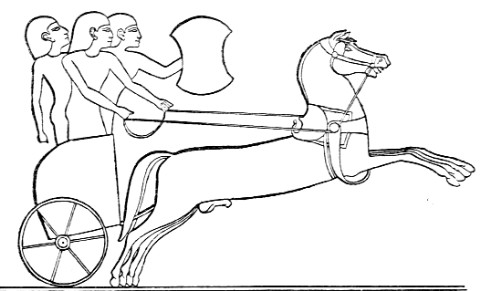
وتعد عربة الحيثيين من أحد المعالم المصرية.

## الهاتيان والحيثيون

نتيجة هجرة الحيثيين حوالي عام 1900 قبل الميلاد

بوجه عام، من المفترض أن الحيثيين جاءوا إلى الأناضول بعد مدة زمنية ليست بالطويلة قبل عام 2000 قبل الميلاد. على الرغم من النزاع القائم على موقعهم القديم، كانت هناك أدلة قوية لأكثر من قرن توضح أن موطن الهنود الأوروبيين في الألفيات الرابعة والثالثة كانت في سهول بونتك (Pontic Steppe)، المعروفة حاليًا بـأوكرانيا حول بحر أزوف (Sea of Azov)[بحاجة لمصدر]
. ثم جاء الحيثيون وغيرهم من أعضاء أسرة الأناضول من الشمال، ومن المحتمل على طول بحر قزوين (Caspian Sea). تسببت رحلتهم إلى المنطقة في الهجرة الجماعية بالقرب من الشرق عام 1900 قبل الميلاد. فرض الحوريون/الحيثيون هيمنتهم على وسط الأناضول في تلك الفترة الزمنية. وظهرت هناك أيضًا مستعمرات للآشوريين في البلاد؛ وتم الوصول إلى ذلك من النص المكتوب بـالكتابة المسمارية الذي أقره الحيثيون. واستغرق الأمر مدة طويلة قبل أن يوطن الحيثيون أنفسهم، كما هو موضح في بعض النصوص الموجودة هنا. لعدة قرون، كانت هناك مجموعات حيثية منفصلة، وقد تمركزت في الغالب حول المدن المختلفة. ولكن بعد ذلك نجح الحكام الأقوياء المتمركزون في بوغازكوي (Boğazköy) في الجمع بين ذلك وغزوا أجزاء كبيرة من وسط الأناضول لتأسيس المملكة الحيثية.
حوالي عام 5000 قبل الميلاد، تمركزوا في منطقة حاتوسا، التي أصبحت بعد ذلك نواة المملكة الحيثية، والتي استوطنها شعب ذو ثقافة مميزة والذي تحدث لغة أخرى غير الهندية الأوروبية. استخدم سكان الأناضول «الهاتية» لتمييز تلك اللغة عن اللغة الحيثية الهندية الأوروبية التي ظهرت على الساحة في بداية الألفية الثانية قبل الميلاد وأصبحت اللغة الإدارية لمملكة الحيثيين على مدى القرون الستة أو السبعة اللاحقين. كما أشرنا سابقًا، «الحيثية» هو اصطلاح جديد للإشارة لتلك اللغة. كان المصطلح الأصلي نيسيلي (Nesili)، بمعنى «في لغة نيسه (Neša)».
قد استمد الحيثيون الأوائل، الذين لا يعرف مكان وجودهم، كثيرًا من ثقافات هاتيان الموجودة سابقًا، وأيضًا من التجار الآشوريين وعلى وجه الخصوص، الكتابة المسمارية واستخدام الأختام الأسطوانية.
استمرت الحيثية محلًا للاستخدام في المملكة الحيثية لأغراض دينية، كان هناك استمرارية جوهرية بين الثقافتين، ولم يُعرف من المستخدمين للغة الحيثية، وقد حل الهاتان بديلًا لمتحدثي الحيثية، وقاموا باستيعابها، أو اعتمدوا فقط على لغتهم.

## قائمة الحكام

### المملكة الحثية القديمة
- أنيتا تقريبا (1700 ق.م)
- لابارنا الأول (Labarna.I) تقريبا حتى (1565 ق.م)
- هاتوشيلي الأول (Hattusili I) (1650-1620)
- مورشيلي الأول (Mursili I) حكم (1620- 1590 ق.م)
- تلبينو (Telepinu) حكم (1525- 1500 ق.م)

### المملكة الحثية الوسطى
- تاهوروايلي (Tahurwaili) غير مؤرخ
- زيدانتا الثاني (Zidanta II) تقريبا (1450 ق.م)
- هاتوشيلي الثاني (Hattusili II) حكم (1371- 1355 ق.م)

### المملكة الحثية الحديثة
- شوبيلوليوما الأول (Suppiluliuma I) حكم (1355- 1320 ق.م)
- مورشيلي الثاني (Mursili II) حكم (1321- 1295 ق.م)
- هاتوشيلي الثالث (Hattusili III) حكم (1266- 1236 ق.م)
- شوبيلوليوما الثاني (Suppiluliuma II) حكم (1214- 1190 ق.م)